# Associazione Sportiva Dilettantistica Chiarbola Ponziana Calcio
Maillots
L'Associazione Sportiva Dilettantistica Chiarbola Ponziana Calcio, plus couramment abrégée en Ponziana Calcio, est un club italien de football fondé en 1912 et basé dans la ville de Trieste, au Frioul-Vénétie Julienne.
Le club joue ses matchs à domicile au Stade Giorgio Ferrini, doté de 1 700 places.

## Histoire
Le club est créé en 1912 sous le nom de Circolo Sportivo Ponziana 1912.
En 1928, le club fusionne avec l'Edera Trieste pour former l'Associazione Sportiva Ponziana Endera.
Après la Seconde Guerre mondiale, le club dispute la Prva Liga (le championnat yougoslave) sous le nom d'Amatori Ponziana, et ce jusqu'en 1949.
Le club est dissout en 2015 puis refondé l'année suivante sous son nom actuel.

### Rivalité
Le Ponziana entretient une rivalité avec l'autre équipe de la ville, à savoir l'Unione Sportiva Triestina Calcio 1918. Le match entre les deux équipes est appelé le « Derby de Trieste ».

## Personnalités du club

### Présidents du club
- Alessandro Davanzo
- Roberto Nordici

### Entraîneurs du club
- Piero Pasinati (1950 - 1951)
- Mario Campaner

### Anciens joueurs du club
| - Erminio Asin - Fabio Cudicini - Giovanni Galeone | - Alberto Eliani - Giorgio Ferrini - Valerio Gravisi | - Giorgio Listuzzi - Giorgio Pitacco - Guglielmo Trevisan |

## Palmarès
| Compétitions nationales                                                           |
| --------------------------------------------------------------------------------- |
| - Championnat d'Italie D3 : - Vice-champion : 1940-41 (Gr. A) et 1945-46 (Gr. A). |